# Eccymatoge melanoterma
Eccymatoge melanoterma är en fjärilsart som beskrevs av Louis Beethoven Prout 1913. Eccymatoge melanoterma ingår i släktet Eccymatoge och familjen mätare. Inga underarter finns listade i Catalogue of Life.